# Alika Del Sol
Pour les articles homonymes, voir Del Sol.
Alika Del Sol est une actrice française née le 24 août 1972 à Paris.

## Biographie
Née de père espagnol et de mère gabonaise, elle a fait un court passage au cours Simon avant de devenir speakerine au lancement de la chaîne M6 Music, puis d'animer une émission pour enfants Télé pirates sur Canal J. Elle reste ensuite pendant un an et demi à Londres avant de faire un séjour en Italie puis de revenir à Paris.
Elle est la voix off du faux documentaire de pseudoarchéologie La Révélation des Pyramides de Jacques Grimault et Patrice Pouillard, diffusé le 17 décembre 2017 sur la chaîne RMC Découverte, voix qu'elle incarne à nouveau dans le nouvel opus Bâtisseurs de l'Ancien Monde, réalisé par le seul Patrice Pouillard en 2018.

## Filmographie

### Cinéma
- 1998 : Bingo ! de Maurice Illouz
- 1999 : Les Enfants du siècle de Diane Kurys
- 2001 : Celui qui expie de Gérard Lecas
- 2002 : Féroce de Gilles de Maistre
- 2003 : Qui veut devenir une star ? de Patrice Pooyard
- 2014 : Les Francis de Fabrice Begotti
- 2016 : Le Correspondant de Jean-Michel Ben Soussan
- 2018 : Moi et le Che de Patrice Gautier
- 2020 : Le Bonheur des uns... de Daniel Cohen

### Télévision
- 1995 : Julie Lescaut
- 2001 : Rastignac ou les Ambitieux d'Alain Tasma
- 2002 : Malone
- 2003 : Le Porteur de cartable de Caroline Huppert
- 2004 : Le Camarguais
- 2004 : Malone
- 2004 : Le Président Ferrare
- 2006 : Léa Parker
- 2006 : Alex Santana, négociateur
- 2006 : Inséparables
- 2007 : Ondes de choc
- 2010 : La Révélation des Pyramides : narratrice (voix) (pseudo-documentaire)
- 2011-2015 : Soda : Malika Elboughi
- 2011-2016 : Dr CAC
- 2012 : RIS police scientifique (saison 7, épisode 8 : Coup de feu)
- 2014 : Soda : Un trop long week-end : Malika Elboughi
- 2014 : La loi de Barbara, Parole contre parole : juge d'instruction
- 2015 : Dame de feu de Camille Bordes-Resnais : Gaelle le Bihan (téléfilm)
- 2015 : Dame de glace de Camille Bordes-Resnais : Gaelle le Bihan (téléfilm)
- 2015 : Le Bureau des légendes
- 2015 : Lanester : Memento Mori de Franck Mancuso : Angela Cerda
- 2016 : Les Liens du cœur de Régis Musset
- 2016-2021 : Sam de Valérie Guignabodet, Gabriel Aghion et Arnaud Sélignac : Malika Vidal (saisons 1 à 5)
- 2017 : Prêtes à tout de Thierry Petit : Nadia
- 2017 : Cherif : Elizabeth de Courtray
- 2017 : Joséphine, ange gardien : Cécile (saison 18, épisode 3 : Un pour tous)
- 2018 : Plus belle la vie : Sophie Ronsard
- 2018 : Les Ombres du passé de Denis Malleval : Audrey Leblanc
- 2018 : L'Art du crime : Leïla Perrier
- 2018 : Bâtisseurs de l'Ancien Monde : narratrice (voix) (pseudo-documentaire)
- 2019 : Caïn
- 2019 : Mortel : Lamia
- 2020 : Hortense de Thierry Binisti : Leïla Saïdi
- 2020 : Ici tout commence : Caroline Rivière (épisodes 14 à 132)
- 2020 : Balthazar : Zohra Alami (saison 3, épisode 2 : Vendredi treize)
- 2021 : Skam France : Adila Cherif (websérie, saison 8)
- 2022 : Simon Coleman de Nicolas Copin : commissaire Gaëlle Leclerc[2]
- 2022 : Le Mystère Daval de Christophe Lamotte[3]
- 2022 : L'Impasse de Delphine Lemoine : Agathe
- 2022 : Candice Renoir (saison 10, épisode 3 : Le mensonge cherche toujours à imiter la vérité)
- Depuis 2023 : Mademoiselle Holmes de Frédéric Berthe et François Ryckelynck : commissaire de police Florence Billon[4]
- Depuis 2023 : Un si grand soleil : Carine Garand
- 2026 : La Mère et l'assassin de Sandra Perrin : Caro